# 田辺青蛙
田辺 青蛙（たなべ せいあ、1982年 - ）は、日本の小説家。女性。大阪市都島区在住。ペンネームは、京田辺市と蛙に由来する。岡山県の刀鍛冶、備前長船の末裔。

## 略歴
大阪府生まれ。十代後半をニュージーランドオークランドで過ごす。オークランド工科大学卒業。 2006年、第4回ビーケーワン怪談大賞で「薫糖」が佳作となり、『てのひら怪談』に掲載作家中で最多の5作品が収録される。2007年「吸血鬼/ヴァンパイア文学800・アート」夜想賞：今野裕一・選を『杏の血』、『七つの子』で受賞。2008年、第15回日本ホラー小説大賞短編賞を「生き屏風」で受賞。2010年「みちのく怪談コンテスト」高橋克彦賞を「映写眼球」で受賞。同年、「一休とんち大賞」の審査員に就任。2011年「みちのく怪談コンテスト」受賞。第13回Sense of Gender賞 候補『あめだま ――青蛙モノノケ語り』
「大阪てのひら怪談」企画者（審査員：酉島伝法、牧野修、東雅夫、山下昇平）
2018年「東大阪ふるさと怪談」企画者・審査員（田辺青蛙、東雅夫、門賀美央子）
2023年１月からYoutubeちゃんねる『最強激こわチャンネル』主催、レギュラー番組にMBSポッドキャスト『田辺青蛙の奇妙探求』

## 人物
作家デビュー前には、やのまん発行の『ようかいどうかわらばん』（現在休刊中）で、妖怪関係者へのインタビュー取材記事「青蛙の妖怪談義」を連載していた。
趣味はコスプレで、日本ホラー小説大賞の授賞パーティにエヴァンゲリオン、綾波レイのプラグスーツ姿で登場し話題になった。また、『しょこ♥リータ』の怪談イベントではジョジョの奇妙な冒険のジョルノ ジョバァーナのコスプレで怪談を語った。円城塔との披露宴では碇シンジのコスプレを披露した（週刊大極宮448号参照）。京都新聞でエッセイを連載中。地方では怪談のイベントにも出演し怪談番組「初耳怪談」の企画協力も行っている。
2010年に芥川賞作家の円城塔と結婚。

## 作品の特徴
民俗学的なモチーフを、独特の淡々とした現代的な筆致で幻想的に表現するのを得意としている。物語を作るにあたっては、いくつかのキーワード的な単語をピックアップした後、連想的につなぎ合わせて一篇の作品に仕上げているのだという。ただし、長編を書くには向いていない方法だとも自ら語っている（「asta*」2008年9月号 P114）。また本人のコスプレ趣味を活かした連載や、サブカルチャーに関するコラムの執筆も行っている。独特の幻想美を湛えた作風は、穂村弘、佐藤弓生といった歌人たちからも高い評価を得ている。

## 著作
- 『生き屏風』（角川ホラー文庫、2008年10月）
- 『魂追い』（角川ホラー文庫、2009年12月）
- 『皐月鬼』（角川ホラー文庫、2010年12月）
- 『あめだま 青蛙モノノケ語り』（青土社、2013年12月）
- 『モルテンおいしいです^q^』（廣済堂出版、2014年12月） （伊藤三巳華イラスト)
- 『読書で離婚を考えた』（幻冬舎、2017年6月 / 幻冬舎文庫、2020年2月 円城塔との共著）
- 『人魚の石』（徳間書店、2017年11月 / 徳間文庫、2020年3月）
- 『関西怪談』（竹書房怪談文庫、2020年2月）
- 『大阪怪談』（竹書房怪談文庫、2021年2月）
- 『大阪怪談人斬り』（竹書房怪談文庫、2022年5月）
- 『北海道怪談』（竹書房怪談文庫、2022年12月）
- 『致死量の友だち』（二見書房　2022年3月）
- 『紀州怪談』（竹書房怪談文庫、2023年）

## 共著
- 『てのひら怪談―ビーケーワン怪談大賞傑作選』（ポプラ社、2007年2月）
  - 【文庫版】『てのひら怪談―ビーケーワン怪談大賞傑作選』（ポプラ文庫）
- 『てのひら怪談2―ビーケーワン怪談大賞傑作選』（ポプラ社、2007年12月）「姉やん」「幽霊画の女」
  - 【文庫版】『てのひら怪談 己丑 ビーケーワン怪談大賞傑作選』（ポプラ文庫、2009年6月）
- 『てのひら怪談 百怪繚乱篇―ビーケーワン怪談大賞傑作選』（ポプラ文庫、2008年6月）
- 『てのひら怪談 庚寅 ビーケーワン怪談大賞傑作選』（ポプラ文庫、2010年6月）
- 『異形コレクション 憑依』（光文社文庫）
- 『NOVA 2---書き下ろし日本SFコレクション』(河出文庫、2010年7月）「てのひら宇宙譚」
- 『怪しき我が家』（ MF文庫ダ・ヴィンチ 、2011年2月）「我が家の人形」
- 『怪談実話 FKB饗宴』（竹書房文庫、2011年5月）「めの字小屋」
- 『怪談実話 FKB饗宴４』（竹書房文庫、2013年1月）
- 『FKB 恐怖女子会 火炎の呪』 (竹書房文庫、2013年11月)
- 『怪談実話系/妖 書き下ろし怪談文芸競作集』 (MF文庫ダ・ヴィンチ、2012年10月)「文字に纏わる怖い話」
- 『怪談実話 FKB饗宴4』（竹書房文庫、2013年2月）「四辻」「仙台にて」「北国の怪談」「北国の怪談2」
- 『怪談実話系/愛 書き下ろし怪談文芸競作集』 (MF文庫ダ・ヴィンチ、2013年11月)「鉄道模型のある喫茶店」
- 鳥肌ゾーン
  - 鳥肌ゾーン1 コックリさん（ポプラ社、2012年10月）
  - 鳥肌ゾーン2 うずまき（ポプラ社、2013年2月）
  - 鳥肌ゾーン3 後ろにいるよ（ポプラ社、2013年6月）
  - 鳥肌ゾーン4 くびだけだよ（ポプラ社、2013年10月）
  - 鳥肌ゾーン5 腹話術（ポプラ社、2014年2月）
  - 『怪を編む』: ショートショート・アンソロジー　アミの会（仮(光文社文庫) 、２０１８年
- 『京都怪談 神隠し』（竹書房文庫、2019年7月）
- 『怪談四十九夜 鬼気』（竹書房文庫、2020年4月）
- 『瞬殺怪談　碌」（竹書房文庫、2020年7月）
- 『京都怪談猿の聲』（竹書房文庫2022年７月）
- 「関西の怖い街」（興陽館2023年1月）
- 「てのひら怪談」見てはいけない（ポプラ社2023年1月）

## 雑誌掲載作品
- 『小説すばる』2007年8月号「背筋も凍る!「真夏の怖い話」大特集！」
- 『小説すばる』2008年8月号「4人の鬼才が贈る―背筋も凍る、実話怪談のめくるめく世界! 」
- 『幽』Vol.6号「芙蓉蟹」
- 『幽』2008年vol.10号「「真鍮ボタンの男の子」（『米国怪談実話集』より）」/翻案
- 『幽』vol.014第14号 怪談実話コロシアム-「猟師の話」
- 『幽』 Vol.20 2014年 02月号
- 『ノベルアクト』1（2010年9月）「いいじゃないですか、趣味ぐらい自由でしょ。あんただって陰でどんな（略）」（小説）
- 『カドカワキャラクターズ ノベルアクト2』
- 『ノベルアクト3 カドカワキャラクターズ』皐月鬼シリーズ描き下ろし
- 『ユリイカ』2011年3月号 特集：貴志祐介
- 『ユリイカ』2010年2月号 特集：藤田和日郎-「うしおととら」に導かれて
- 『ユリイカ』2009年11月号 特集：若冲-桃源にて
- 『仙台学vol.10』-「眼球映写器」
- 『ミステリマガジン』水木しげる特集
- 『僕たちの好きな「指輪物語」』 別冊宝島編集部編
  - 『別冊映画秘宝　ロード・オブ・ザ・リング&ホビット 中つ国サーガ読本』
- 『ユリイカ』 2016年7月号【特集】ニッポンの妖怪文化
- 『ユリイカ』ユリイカ 2017年11月号 特集=スティーヴン・キング「安い命」
- 『婦人公論』2020年9月8日号 特集：妖怪も幽霊も あなたが呼んでいる　対談：小松和彦×田辺青蛙
- 『小説宝石』2021年9月号「麒麟を喰う」
- 『ユリイカ』2022年9月号 特集=Jホラーの現在 ―伝播する映画の恐怖―

## ウェブ掲載作品
- 週刊てのひら怪談 - ポプラビーチ
  - 第三回「できるかな」
  - 第十八回「雨の日の帰宅」
  - 第二十四回「塩の小箱」
  - 第三十六回「菊理媛（くくりひめ）」
  - 第四十八回「をぎをぎ」
- 妖怪小説家・田辺青蛙の「妖しき本棚」 - 日刊サイゾー、2009年11月 - 2010年10月、全14回
- 鳥人島（イラスト：むらかわみちお） - 『YOMBAN』、2010年4月30日 - 不明
- モルテンおいしいです^q^ - 全24回
- 「人形怪談」（幻冬舎Plus）連載中

## インタビュー
- 『ダ・ヴィンチ』「第155号怪談界注目の新人、大集結！」
- 「幻妖ブックブログ」 田辺青蛙インタビュー 「生き屏風」が書かれるまで

## 過去の出演番組
- NHK京都放送：ニュース610 「京いちにち」
- KBS京都「京-biz W」
- しょこ♥リータ「怪談グランプリ」2009/ 3/26(木)1:13〜1:43
- NHKネットクラブ 番組詳細（関西ラジオワイド）▽中継 ▽旬の人・時の人 出演
- 茶屋町怪談 女性怪談作家SP - MBSラジオOA日. 11月3日(火)20:00－
- 茶屋町怪談　学術的夜話
- 北野誠のズバリ！　CBCラジオ2022年11月23日（木・祝）放送分
- 「語ル怪」（ファミリー劇場CLUB）
- NHK「あやかしラヂオ」芙蓉蟹（2022年8月17日【語り】夏木マリ，中島歩，【解説】東雅夫，【司会】久保田祐佳）
- オカルトエンタメ大学：「緊急検証！怪運・呪物鑑定團」
- 田中俊行のオカルトコレクション11
- 怪談のシーハナ聞かせてよ第二章
- 松原タニシのいきなりホラー旅　関西SP
- 松原タニシの恐味津々｜ MBSラジオ AM1179 FM90.6
- 文化系トークラジオLife　永田夏来 × 海猫沢めろん × 田辺青蛙 × 斎藤哲也
- 実話怪談倶楽部#62
- 北野誠のおまえら行くな。まだまだ掘りたい！魔都京都SP
- たっくー＆ナナフシギのツイ跡！都市伝説 第七回　ゲスト桂正和/田辺青蛙
- テレビ和歌山「ちゃぶ台〜おかわり〜」